# GS Banco di Roma
GS Banco di Roma – włoski klub szachowy z siedzibą w Rzymie, pięciokrotny mistrz kraju.

## Historia
Zaangażowanie Banco di Roma w działalność szachową sięga 1972 roku. W 1974 roku klub zadebiutował w Serie A i zdobył wówczas mistrzostwo kraju. Skład drużyny stanowili wówczas Sergio Mariotti, Alvise Zichichi, Pierluigi Passerotti i Giuseppe Valenti. W sezonie 1975 zespół zajął trzecie miejsce w lidze. W sezonie 1975/1976 GS Banco di Roma zadebiutował w Pucharze Europy, odpadając w pierwszej rundzie z Lunds ASK. W latach 1976, 1977 i 1979 klub trzykrotnie z rzędu uzyskał tytuł mistrza Włoch. W sezonie 1977/1979 zespół po pokonaniu CA La Caja de Canarias i Slavii Hradec Králové dotarł do ćwierćfinału Pucharu Europy, w którym odpadł z Budapesti Spartacus SC. W sezonie 1980/1982 Pucharu Europy w pierwszej rundzie GB Banco di Roma wyeliminował SO Kalitea, następnie odpadając po przegranej walkowerem z Buriewiestnikiem. W mistrzostwach Włoch sezonu 1982 zespół zajął drugie miejsce, za SS Milanese. W kolejnym roku klub zdobył piąty tytuł mistrzowski. W sezonie 1985/1986 po raz ostatni w swojej historii GS Banco di Roma rywalizował w Pucharze Europy. W pierwszej rundzie włoski zespół pokonał Dundee Chess Club, następnie przegrywając rywalizację z Partizanem Belgrad. W sezonie 1986 klub zdobył wicemistrzostwo Włoch, ulegając jedynie GS Cavit Trento. W 1987 roku klub nie przystąpił do rywalizacji.